# Джървейс (град, Орегон)
Джървейс (на английски: Gervais) е град в окръг Мариън, щата Орегон, САЩ. Джървейс е с население от 2250 жители (2007) и обща площ от 1 km². Намира се на 56,1 m надморска височина. ЗИП кодът му е 97026, а телефонният му код е 503.